# RabbitMQ
RabbitMQ – otwartoźródłowy broker wiadomości, zwany czasem oprogramowaniem pośredniczącym zorientowanym na wiadomości. Pierwotnie implementował on protokół AMQP, później został przebudowany w architekturze pluginów do wspierania protokołów STOMP, MQTT oraz innych.
Pierwotnie rozwijany od 2007 roku przez Rabbit Technologies Ltd. – wspólne przedsięwzięcie firm LShift oraz CohesiveFT – projekt został przejęty w kwietniu 2010 roku przez SpringSource, spółkę zależną VMware. Od maja 2013 roku stał się on częścią Pivotal Software.

## Charakterystyka
RabbitMQ jest napisany w Erlangu, jego serwer jest zbudowany z wykorzystaniem frameworka Open Telecom Platform dla klastrowania i przełączania awaryjnego. Biblioteki klienckie są dostępne dla większości popularnych języków programowania. Kod źródłowy jest dostępny na licencji Mozilla Public License.
Cały projekt składa się z następujących komponentów:
- serwer wymiany RabbitMQ,
- bramy dla protokołów AMQP, HTTP, STOMP, MQTT i innych,
- biblioteki klienckie dla popularnych języków programowania,
- platforma z wtyczkami rozszerzająca możliwości, predefiniowana kolekcja zawiera:
  - plugin Shovel zarządzający przenoszeniem i kopiowaniem wiadomości z jednego brokera do drugiego,
  - plugin Federation umożliwiający wydajne dzielenie się wiadomościami pomiędzy brokerami,
  - plugin Management pozwalający na monitorowanie i kontrolę nad brokerami i klastrami brokerów.